# Veikko Hakulinen
Veikko Johannes Hakulinen (ur. 4 stycznia 1925 w Kurkijoki, zm. 24 października 2003 w Valkeakoski) – fiński biegacz narciarski i biathlonista, siedmiokrotny medalista olimpijski, siedmiokrotny medalista mistrzostw świata w narciarstwie klasycznym oraz srebrny medalista mistrzostw świata w biathlonie.

## Kariera
Trzykrotnie startował w biegach narciarskich na igrzyskach olimpijskich, za każdym razem zdobywając złoty medal. Zadebiutował podczas igrzysk w Oslo w 1952 roku, gdzie w swoim jedynym starcie, w biegu na 50 km zdobył złoty medal. Cztery lata później, na igrzyskach olimpijskich w Cortinie d’Ampezzo zwyciężył na dystansie 30 km. W biegu na 50 km zdobył srebrny medal ustępując tylko Sixtenowi Jernbergowi ze Szwecji. Był ponadto czwarty w biegu na 15 km, walkę o brązowy medal przegrał z reprezentantem Związku Radzieckiego Pawłem Kołczinem. Na tych samych igrzyskach zdobył również srebrny medal w sztafecie 4 × 10 km wspólnie z Augustem Kiuru, Jormą Kortelainenem i Arvo Viitanenem. Podczas igrzysk w Squaw Valley w 1960 roku wraz Toimim Alatalo, Eero Mäntyrantą i Väinö Huhtalą wywalczył swój drugi z rzędu złoty medal w sztafecie 4 × 10 km. Indywidualnie był drugi w biegu na 50 km, ulegając jedynie swemu rodakowi Hämäläinenowi oraz trzeci w biegu na 15 km, w którym wyprzedzili go zwycięzca: Håkon Brusveen z Norwegii oraz drugi na mecie Sixten Jernberg. Zajął także szóste miejsce w biegu na 30 km. Łącznie zdobył więc siedem medali olimpijskich.
Odniósł też duże sukcesy podczas mistrzostw świata w narciarstwie klasycznym. Na mistrzostwach świata w Falun w 1954 roku Finowie w składzie: August Kiuru, Tapio Mäkelä, Arvo Viitanen i Veikko Hakulinen zwyciężyli w sztafecie. Ponadto Hakulinen wygrał bieg na 15 km, a w biegach na 30 km i 50 km zdobył srebrne medale. W tych dwóch ostatnich startach za każdym razem musiał uznać wyższość Władimira Kuzina ze Związku Radzieckiego. Cztery lata później podczas mistrzostw świata w Lahti wygrał ponownie bieg na 15 km, a na dystansie 50 km był drugi, wyprzedził go jedynie Sixten Jernberg. Co więcej razem z Kalevim Hämäläinenem, Arto Tiainenem i Arvo Viitanenem wywalczył brązowy medal w sztafecie trzeci. Był także szósty w biegu na 30 km. Startował także w mistrzostwach świata w Zakopanem w 1962 roku, gdzie zajął 9. miejsce na 50 km i 19. na 30 km.
Hakulinen zdobył osiem tytułów mistrza Finlandii: w biegu na 50 km w latach 1954, 1957 i 1958 oraz w sztafecie 4 × 10 km w latach 1954, 1960, 1961, 1963 i 1964. Zwyciężał w wielu międzynarodowych zawodach.
Pod koniec kariery zawodniczej startował w biathlonie. Wziął udział w igrzyskach olimpijskich w Innsbrucku w 1964 roku, gdzie zajął 15. miejsce w biegu na 20 km. Na mistrzostwach świata w Seefeld in Tirol w 1963 roku wspólnie z Anttim Tyrväinenem i Hannu Postim zdobył srebrny medal w drużynie, a indywidualnie był szósty. Na mistrzostwach w Elverum w 1965 roku zajął 31. miejsce indywidualnie i 5. drużynowo.
Hakulinen był bardzo wszechstronnym sportowcem. Oprócz biegów narciarskich i biathlonu uprawiał także: bieg na orientację, narciarski bieg na orientację, bieg przełajowy oraz wioślarstwo. Był wybierany najlepszym sportowcem Finlandii w latach 1952, 1953, 1954 i 1960.
Hakulinen wygrał także biegi na 50 km w latach 1953 i 1955, na 18 km w 1953 roku oraz na 15 km w 1957 roku podczas Holmenkollen ski festival. W 1955 roku za swoje sukcesy w biegach narciarskich został uhonorowany medalem Holmenkollen wraz z trzema Norwegami: królem Haakonem VII, biegaczem narciarskim Hallgeirem Brendenem oraz dwuboistą klasycznym Sverre Stenersenem.
Z zawodu był żołnierzem, dosłużył się stopnia sierżanta. Pracował także jako leśniczy.
Zginął w wypadku samochodowym.

## Osiągnięcia w biegach narciarskich

### Igrzyska olimpijskie
| Miejsce | Dzień       | Rok  | Miejscowość       | Konkurencja             | Czas biegu  | Strata      | Zwycięzca         |
| ------- | ----------- | ---- | ----------------- | ----------------------- | ----------- | ----------- | ----------------- |
| 1.      | 20 lutego   | 1952 | Oslo              | 50 km stylem klasycznym | 3:33:33 h   | -           | -                 |
| 1.      | 27 stycznia | 1956 | Cortina d’Ampezzo | 30 km stylem klasycznym | 1:44:06 h   | -           | -                 |
| 4.      | 30 stycznia | 1956 | Cortina d’Ampezzo | 15 km stylem klasycznym | 49:39 min   | +52 s       | Hallgeir Brenden  |
| 2.      | 2 lutego    | 1956 | Cortina d’Ampezzo | 50 km stylem klasycznym | 2:50:27 h   | +1:18 min   | Sixten Jernberg   |
| 2.      | 4 lutego    | 1956 | Cortina d’Ampezzo | Sztafeta 4 × 10 km      | 2:15:30 h   | +1:01 min   | ZSRR              |
| 6.      | 19 lutego   | 1960 | Squaw Valley      | 30 km stylem klasycznym | 1:51:03.9 h | +2:58.1 min | Sixten Jernberg   |
| 3.      | 23 lutego   | 1960 | Squaw Valley      | 15 km stylem klasycznym | 51:55.5 min | +7.5 s      | Håkon Brusveen    |
| 1.      | 25 lutego   | 1960 | Squaw Valley      | Sztafeta 4 × 10 km      | 2:18:45.6 h | -           | -                 |
| 5.      | 27 lutego   | 1960 | Squaw Valley      | 50 km stylem klasycznym | 2:59:06.3 h | +6:11.7 min | Kalevi Hämäläinen |

### Mistrzostwa świata
| Miejsce | Dzień     | Rok  | Miejscowość | Konkurencja             | Czas biegu | Strata  | Zwycięzca         |
| ------- | --------- | ---- | ----------- | ----------------------- | ---------- | ------- | ----------------- |
| 2.      | 14 lutego | 1954 | Falun       | 30 km stylem klasycznym | 1:50:25    | +0:26   | Władimir Kuzin    |
| 1.      | 17 lutego | 1954 | Falun       | 15 km stylem klasycznym | 55:26      | -       | -                 |
| 1.      | 20 lutego | 1954 | Falun       | Sztafeta 4 × 10 km      | 2:16:47    | -       | -                 |
| 2.      | 21 lutego | 1954 | Falun       | 50 km stylem klasycznym | 1:50:25    | +0:08   | Władimir Kuzin    |
| 6.      | 2 marca   | 1958 | Lahti       | 30 km stylem klasycznym | 1:40:03,0  | +1:45,8 | Kalevi Hämäläinen |
| 1.      | 4 marca   | 1958 | Lahti       | 15 km stylem klasycznym | 48:58,3    | -       | -                 |
| 3.      | 6 marca   | 1958 | Lahti       | Sztafeta 4 × 10 km      | 2:18:15,0  | +1:08,2 | Szwecja           |
| 2.      | 8 marca   | 1958 | Lahti       | 50 km stylem klasycznym | 2:56:21,9  | +1:17,8 | Sixten Jernberg   |
| 19.     | 18 lutego | 1962 | Zakopane    | 30 km stylem klasycznym | 1:52:39,4  | +7:35,2 | Sixten Jernberg   |
| 9.      | 24 lutego | 1962 | Zakopane    | 50 km stylem klasycznym | 3:03:48,5  | +5:46,6 | Sixten Jernberg   |

## Osiągnięcia w biathlonie

### Igrzyska olimpijskie
| Miejsce | Dzień    | Rok  | Miejscowość | Konkurencja       | Czas biegu  | Strata       | Strzelanie | Zwycięzca          |
| ------- | -------- | ---- | ----------- | ----------------- | ----------- | ------------ | ---------- | ------------------ |
| 15.     | 4 lutego | 1964 | Innsbruck   | Bieg indywidualny | 1:20:26.8 h | +11:11.1 min | 6          | Władimir Miełanjin |

### Mistrzostwa świata
| Miejsce | Dzień     | Rok  | Miejscowość      | Konkurencja         | Czas biegu  | Strata      | Strzelanie | Zwycięzca          |
| ------- | --------- | ---- | ---------------- | ------------------- | ----------- | ----------- | ---------- | ------------------ |
| 6.      | 3 lutego  | 1963 | Seefeld in Tirol | Bieg indywidualny   | 1:32:06.8 h | +5:06.9 min | 12         | Władimir Miełanjin |
| 2.      | ?         | 1963 | Seefeld in Tirol | Sztafeta 3 × 7,5 km | 4:45:56.7 h | +5.8 s      | 10         | ZSRR               |
| 31.     | 20 lutego | 1965 | Elverum          | Bieg indywidualny   | 1:23:34.9 h | ?           | ?          | Olav Jordet        |
| 5.      | ?         | 1965 | Elverum          | Sztafeta 3 × 7,5 km | 4:45:56.7 h | ?           | ?          | ZSRR               |